# Турецкий, Абрам Хаимович
Абрам Хаимович Турецкий (бел. Турэцкі Абрам Хаімавіч 13 сентября 1905, Петриков, Могилёвской губернии — 1 марта 1975, Минск) — советский математик.

## Биография
Родился в семье учителя. Окончил в 1929 году физико-математическое отделение педагогического факультета БГУ, в 1935 году — аспирантуру при АН СССР под руководством академика С. Н. Бернштейна. Заведовал кафедрами математики в Витебском (в 1935—1941) и Ульяновском (1941—1944) педагогических институтах. С 1944 года работал в БГУ. В 1958 году он защитил докторскую диссертацию, в 1961 возглавил кафедру высшей математики и математической физики, с 1968 по 1973 заведовал кафедрой теории функций и функционального анализа. Профессор (1963).

### Избранные труды
- «О классах насыщения для некоторых методов суммирования рядов Фурье непрерывных периодических функций» (1960)
- «Теория интерполирования в задачах» / (Ч.1, Учебное пособие для студентов мех.-мат. фак. ун-тов), Турецкий А. Х., Минск, «Вышейш. школа», 1968. — 318 с. 8000 экз.[1]
- «Теория интерполирования в задачах» / (Ч.2, Учебное пособие для студентов мех.-мат. фак. ун-тов), Турецкий А. Х., Минск, «Вышейш. школа», 1977. — 256 c. 2500 экз.[2]